# Heinrich Beck
Heinrich Damian Beck (również Henry, Henryk) – wokalista grających metal zespołów PIK, Credo, Vincent Beck Group, Sweet Killer, Kat i White Dwarf oraz rockowego zespołu Dama Pik z lat 80 (jako Henryk Damian).
Z zespołem PIK nagrał dwie płyty. W roku 2000 razem z muzykami Kata – Ireneuszem Lothem i Piotrem Luczykiem – brał udział w polskim zlocie fanów Metalliki, którego zapis został wydany wkrótce na CD.
W roku 2005 został wokalistą Kata, zastępując skonfliktowanego z zespołem Romana Kostrzewskiego. Odszedł z zespołu w 2018 roku. Zastąpił go znany z zespołu Harlem Jakub "Qbek" Weigel.